# Sofía Martínez (periodista)
Sofía María Martínez Mateos (Palermo, Buenos Aires; 7 de mayo de 1993) es una presentadora de televisión y periodista deportiva argentina. Se dio a conocer por cubrir la Copa Mundial de Fútbol de 2022 para la TV Pública tras realizar un reportaje a Lionel Messi, lo que impulsó su carrera en los medios masivos de comunicación.

## Biografía
Sofía Martínez nació el 7 de mayo de 1993 en el Sanatorio de la Trinidad ubicado en el barrio de Palermo en Buenos Aires. Es hija de Alejandro Martínez, contador público y Fernanda Mateos, profesora de ciencias políticas; tienes dos hermanos llamados Tomás y Agostina. Tras finalizar la escuela secundaria, Martínez ingresó a la Universidad de Buenos Aires (UBA) para estudiar la carrera de Derecho, pero la abandonó y pasó a estudiar Ciencias Políticas, sin embargo, también la dejó y se inscribió en DeporTEA para cursar la tecnicatura superior en periodismo deportivo, de la cual se recibió en 2016.

## Carrera profesional
Sofía Martínez inició su carrera en 2012 como asistente de producción en los estudios Cuyo. En 2013, Martínez comenzó a trabajar como productora de contenidos para la compañía Kuarzo Entertainment Argentina en varias programas conducidos por Guido Kaczka, entre los cuales estuvieron A todo o nada (2013-2024), Los 8 escalones (2014-2016), Lo que das (2014), La mejor elección (2016), Especial perros (2016) y Hacelo feliz (2016-2017). Posteriormente, desempeñó este mismo rol en los programas The Wall, construye tu vida (2017) y Despedida de solteros (2017) conducidos por Marley, Pampita Online (2018) conducido por Pampita y Familias frente a frente (2018) conducido por el Chino Leunis.
A mediados de junio de 2019, Martínez debutó como periodista deportiva para la señal de la TV Pública, participando como panelista en el programa Los titulares conducido por el Rifle Varela. En simultáneo, comenzó a cubrir varios eventos deportivos como notera, entre ellos los Juegos Panamericanos de 2019 y los Juegos Olímpicos de Tokio 2020. En 2020, Martínez incursionó en radio como columnista en el programa Puede pasar y como conductora en Pibas con pelotas, ambos ciclos transmitidos por la FM 94.7 Club Octubre. Posteriormente, continuó extendiendo su experiencia profesional cubriendo la Copa América 2021 y la Finalissima 2022. Durante ese tiempo, también se desempeñó como conductora en los programas Somos Argentina (2020) y Camiseta argentina (2020-2021) emitidos por la TV Pública.
Aunque no fue hasta a finales del 2022, cuando Martínez adquirió reconocimiento por su trabajo durante la Copa Mundial de Fútbol de 2022, donde realizó una nota a Lionel Messi al cual también le dedicó comentarios de aliento, lo cual rápidamente se viralizó en las redes sociales y tuvo una aceptación favorable por parte del público. De esta manera, Martínez continuó realizando coberturas periodísticas en la Copa América 2024 y los Juegos Olímpicos de París 2024. Luego, trabajó en el noticiero SportsCenter (2021-2023) de ESPN y se sumó al programa de radio Perros de la calle conducido por Andy Kusnetzoff. Después, Martínez fue la conductora del programa Llave a la eternidad (2023) de la TV Pública y se unió al equipo del programa Generación F (2023-2024) de ESPN presentando por Coscu.
A comienzos del 2025, Martínez firmó contrato con el canal Telefe para cubrir el Copa Mundial de Clubes de la FIFA 2025 y realizar entrevistas a varios jugadores de fútbol de la Selección Argentina. Poco después, integró el equipo del programa de streaming de La voz Argentina durante su quinta temporada y asumió el rol de conductora en el programa derivado El regreso.

## Televisión
| Año       | Título               | Papel        | Canal      |
| --------- | -------------------- | ------------ | ---------- |
| 2019      | Los titulares        | Panelista    | TV Pública |
| 2020      | Somos Argentina      | Conductora   | TV Pública |
| 2020-2021 | Camiseta argentina   | Conductora   | TV Pública |
| 2021-2023 | SportsCenter         | Conductora   | ESPN       |
| 2022      | ESPN Fútbol 1        | Notera       | ESPN       |
| 2022      | Rumbo a Catar        | Conductora   | TV Pública |
| 2022      | Leyendas             | Conductora   | TV Pública |
| 2022      | La tarde del Mundial | Corresponsal | TV Pública |
| 2023      | Llave a la eternidad | Conductora   | TV Pública |
| 2023-2024 | Generación F         | Coconductora | ESPN       |
| 2023      | Capitanes del mundo  | Ella misma   | Netflix    |

## Web
| Año  | Título                       | Papel      | Plataforma               |
| ---- | ---------------------------- | ---------- | ------------------------ |
| 2025 | React: La voz Argentina      | Conductora | Streams Telefe / Luzu TV |
| 2025 | La voz Argentina: El regreso | Conductora | Streams Telefe / Luzu TV |

## Radio
| Año           | Título             | Papel      | Emisora              |
| ------------- | ------------------ | ---------- | -------------------- |
| 2020          | Puede pasar        | Columnista | FM 94.7 Club Octubre |
| 2020          | Pibas con pelotas  | Conductora | FM 94.7 Club Octubre |
| 2021          | Urbana Play Club   | Conductora | Urbana Play          |
| 2022-presente | Perros de la calle | Columnista | Urbana Play          |

## Premios y nominaciones
| Premio                         | Año  | Categoría                           | Trabajo nominado   | Resultado | Ref.   |
| ------------------------------ | ---- | ----------------------------------- | ------------------ | --------- | ------ |
| Premios Martín Fierro de Radio | 2024 | Comentarista deportivo              | Perros de la calle | Nominada  | [ 14 ] |
| Premios Martín Fierro de Radio | 2025 | Labor periodística deportiva        | Perros de la calle | Nominada  | [ 15 ] |
| Premios Martín Fierro Digital  | 2024 | Mejor entrevistador digital del año | Ella misma         | Nominada  | [ 16 ] |